# جسر صالح باي
جسر صالح باي (بالإنجليزية: Saleh bey bridge)‏ أو كما يسمى في بعض الأحيان جسر الاستقلال، هو جسر معلق مدعوم بالكوابل يربط الجسر بين ضفتي وادي الرمال وذلك انطلاقا من ساحة الأمم المتحدة الواقعة في الطرف الغربي إلى غاية سطح المنصورة الواقعة في الطرف الشرقي بقلب مدينة الجسور المعلقة قسنطينة ثالث أهم مدن الجزائر وعاصمة الشرق الجزائري.
بدأ بنائه سنة 2010 تحت إشراف المجمع البرازيلي أندرادي غوتيرز [الإنجليزية] بتمويل جزائري واستغرق المشروع مدة 4 سنوات، بحيث انتهت أعمال الإنشاء في عام 2014.

## التاريخ

### الحاجة للجسر
تطور مدينة قسنطينة اقتصاديا واجتماعيا وبناء المدينة الجديدة علي منجلي، فرض على المسؤولين المحليين حول كيفية حل المشاكل المرورية الناجمة عن الاختناق الذي تسجله قسنطينة خصوصا بوسط المدينة ووجود الإدارات بها. في أوائل سنة 2000 كثرت الأفكار والاقتراحات، وقد فرضت فكرة بناء جسر جديد تدريجيا يضاف للجسور السبعة المشهورين.
احتل مشروع الجسر العملاق فوق وادي الرمال بقسنطينة الصدارة ضمن سلسلة المشاريع الهيكلية المسجلة لصالح ولاية قسنطينة في سياق برامج التنمية المختلفة للدولة الجزائرية، في مدينة طالما عرفت بمدينة الجسور حيث تربط 7 جسور بين ضفتي وادي الرمال بعدما فرضت الصخرة التي بنيت عليها مدينة قسنطينة ذلك الربط. حيث أنه جاء ليفك أزمة حركة المرور في المدينة خصوصا في الطرق المؤدية لوسط المدينة والاحياء المجاورة التي تشهد حركة اختناق شديدة جراء التوافد الكبيرة للسيارات في ساعات انتهاء العمل بمختلف الإدارات، وكذا الغلق المتكرر لجسر سيدي راشد الشهير لترميمه وتدعميه سنتي 2011 و2012 لتمكين هذا الجسر الذي بني بين 1908و 1912 من مواجهة عوامل وتأثيرات الزمن.
يكتسي أهمية الجسر العملاق بأنه يُعتبر من أهم الجسور التي أُنجزت بـالجزائر، باعتباره أكبر وأضخم جسر مدعوم بالكوابل على مستوى الوطني والإفريقي، واعتباره إثباتا لدرجة وتيرة التنمية في الجزائر بعد 50 سنة من الاستقلال واسترجاع السيادة الوطنية. كما أن مدينة قسنطينة لم تعرف منذ سنة 1962 انجاز جسر بهذه الضخامة وبهذا المبلغ مما سيضفي على قسنطينة مزيدا من الروعة والجمال.

### المشروع الكبير

#### تراخيص الأرض
بسبب وقوعها في مسار المشروع، تم سنة 2012 التنازل عن محطة البنزين المتواجدة الواقعة بمنطقة الفج بمدينة قسنطينة من طرف صاحبها الذي استفاد من امتياز لانجاز محطته الجديدة، كما تم إزالة 2000 شجرة اقتلعت خلال انجاز المشروع ابتداء من منطقة الشالي، مرورا بالطريق الغابي إلى غاية سطح المنصورة، وهو ما يقارب 11 هكتار. مقابل تعويضها بعد انتهاء أشغال الجسر على مستوى النقاط المبرمجة لحماية هذا المشروع من جهة، وتعويض المساحات الغابية التي تم اقتلاعها من جهة أخرى.
كما قامت سلطات ولاية قسنطينة إجراء تعديلات في مسار عدد من شبكات الاتصالات والربط بالمياه والغاز منها ألياف بصرية تعود لمتعامل هاتف نقال خاص، تجنبا لتقاطعها مع الجسر العملاق العابر لوادي الرمال. وقد كلفت العملية ما قيمته 1 مليار دج.

#### الإختيارات الأولى (المناقصات)
بحكم العلاقة المميزة بين مدينة قسنطينة والبرازيل بلد المهندس المعماري الكبير أوسكار نيماير الذي صمم جامعة منتوري-قسنطينة سنوات السبعينات، فإن السلطات المحلية عهدت مشروع بناء الجسر العملاق للشركة البرازيلية «أندرادي غوتيرز» بالشراكة مع مكتب الدراسات الدولية «كووي» بكلفة 15 مليار دج، حيث قدم ملفا ثقيلا أقنع لجنة الصفقات ووعد بإنجاز جسر من الإسمنت المسلح ذي بعد جمالي يتماشى ومحيط المنطقة، بطول 749 مترا معلقة مع 370 مترا كمدخل للجسر على الجهتين بعرض حوالي 27.34 مترا، على أن يكون أطول عمود رافع للجسر بطول 130 مترا من أسفل واد الرمال. بعد منافسة مع نظيره البرازيلي أودي براشت بالشراكة مع مكتب الدراسات البرتغالي «كوبا» ومجمع الهندسة الفرنسي «أركاديس»، الذي قدم عرضا كبيرا يضم جسر مدعوم بالكوابل بثلاثة أعمدة مزدوجة بطول 600 مترا وترتفع بـ80 مترا عن الواد.

## الخصائص

### المعايير

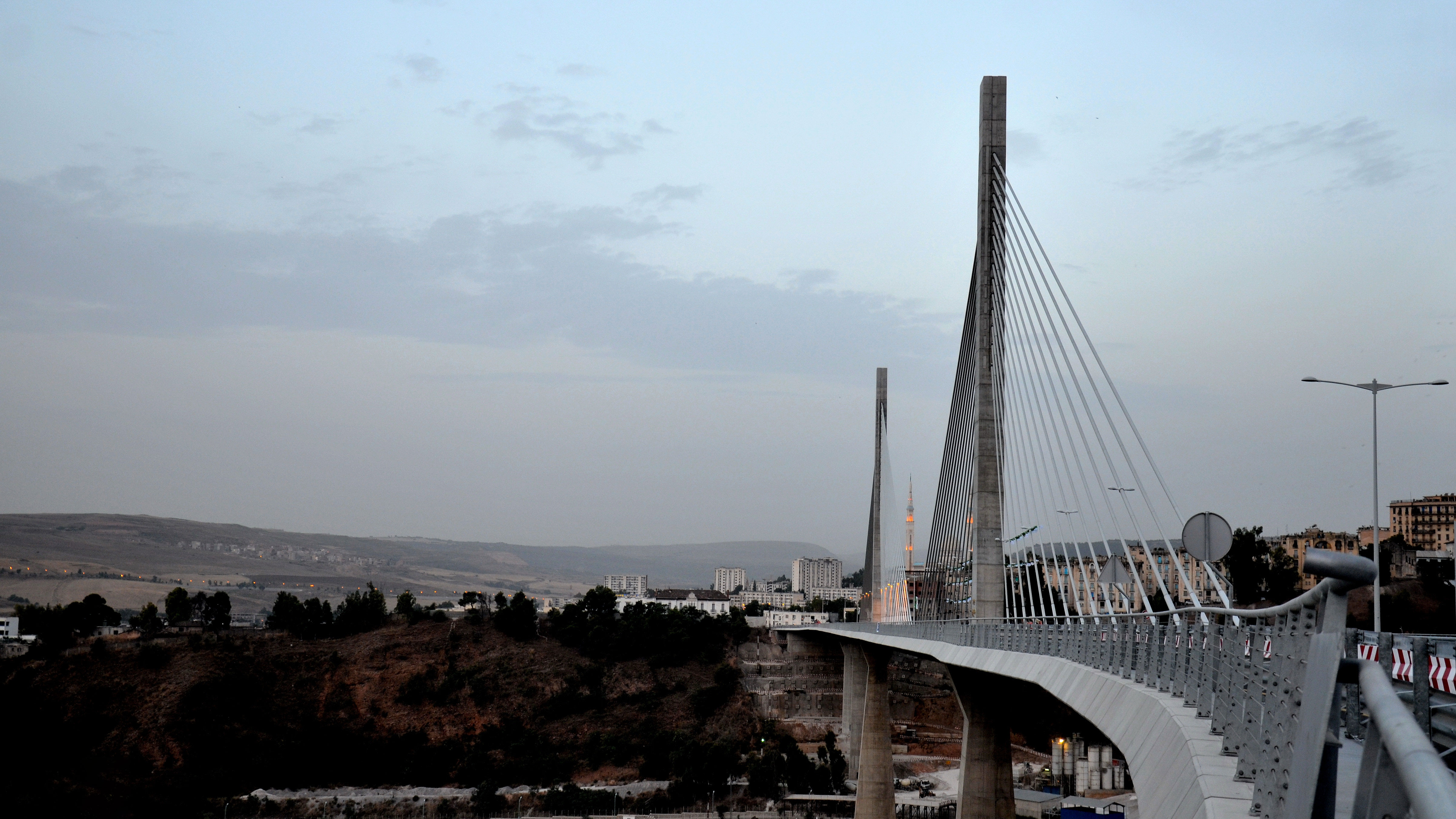
برجي جسر صالح باي الرئيسيين.

جسر قسنطينة العملاق هو جسر مدعوم بالكوابل بطول 1119 متر (749 متر جسر رئيسي و370 متر جسور فرعية)، يعبر وادي الرمال الذي يقسم مدينة قسنطينة إلى قسمين على علو يبلغ 60 متر فوق الواد وهو مدمج ضمن هيكل إجمالي بطول 4300 متر بين «توصيلات» و «مداخل» بين ساحة «الأمم المتحدة» بوسط المدينة المحاذي لفندق طرانز أتلانتيك ليعلو حي باردو مائلا ومتخطيا طريق باتنة قبل أن يتصل بعدها بالمسلك الغابي وأعالي حي «المنصورة» في الضاحية الشرقية. يتم الحفاظ على توازن الجسر ببرجين رئيسين يبلغ ارتفاعهما 130 مترا عن سطح الأرضية (الواد) وست أبراج صغيرة للدعم وتوزيع الأحمال.
جسر قسنطينة منطقة عبور بين الضاحية الشرقية التي تؤدي ملاحقها إلى الطريق السيار شرق-غرب والضاحية الغربية للمدينة كثيفة مروريا. بعرض 27.24 مترا، يتضمن طريقين مفتوحة أمام حركة مرور السيارات وومسارين للمشاة على كل جانب مفتوح للراجلين وسُياح الجسر، يمتاز الجسر العابر لوادي الرمال بضمان أقصى شروط السلامة والأمن من خلال أساسات وأعمدة مكيفة مع الطبيعة الوعرة للأرضية وحمالات الخروج والدخول مُصممة لمقاومة الزلازل والرياح.

### التسمية

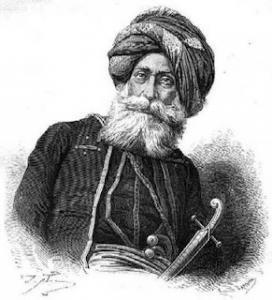
صالح باي، حاكم بايلك الشرق

تم الإعلان عن اسم الجسر من قبل الوزير الأول عبد المالك سلال في حفل تدشين الجسر العملاق بتوصية وأمر من رئيس الجمهورية الجزائرية عبد العزيز بوتفليقة والتي سيحمل اسم جسر صالح باي، على شرف صالح باي (1771م-1792م) أحد بايات بايلك الشرق وأحد أهم رموزه التاريخية لمدينة قسنطينة والجزائر، الذي وُلد بمدينة أزمير التركية سنة 1725، وعُيّن على رأس بايلك الشرق سنة 1771، وامتد حكمه حوالي 21 سنة.
شهدت فترة حكمه عدة إنجازات وعرفت منطقة بايلك الشرق ازدهارا اقتصاديا واجتماعيا مما أدى إلى ازدياد نفوذه وولاء الشعب له أدى كل هذا إلى غيرة باشا الجزائر العاصمة وخوفا على منصبه خطط لقتله وتم له ذلك سنة 1792.
أدت هذه الحادثة إلى موجة حزن عبر كافة بايلك الشرق وكتعبير عن ألم الأمة ارتدت النسوة وشاحا أسودا يسمى بـالملاية ما زالت تستعمل حتى اليوم والذي يُعتبر من الملابس التقليدية الحالية التي تميز عاصمة الشرق الجزائري وبعض الولايات المجاورة، حيث لاتزال بعض النسوة يحافظن على ارتداء هذا الزي المحتشم إلى الوقت الحالي.

## معرض الصور

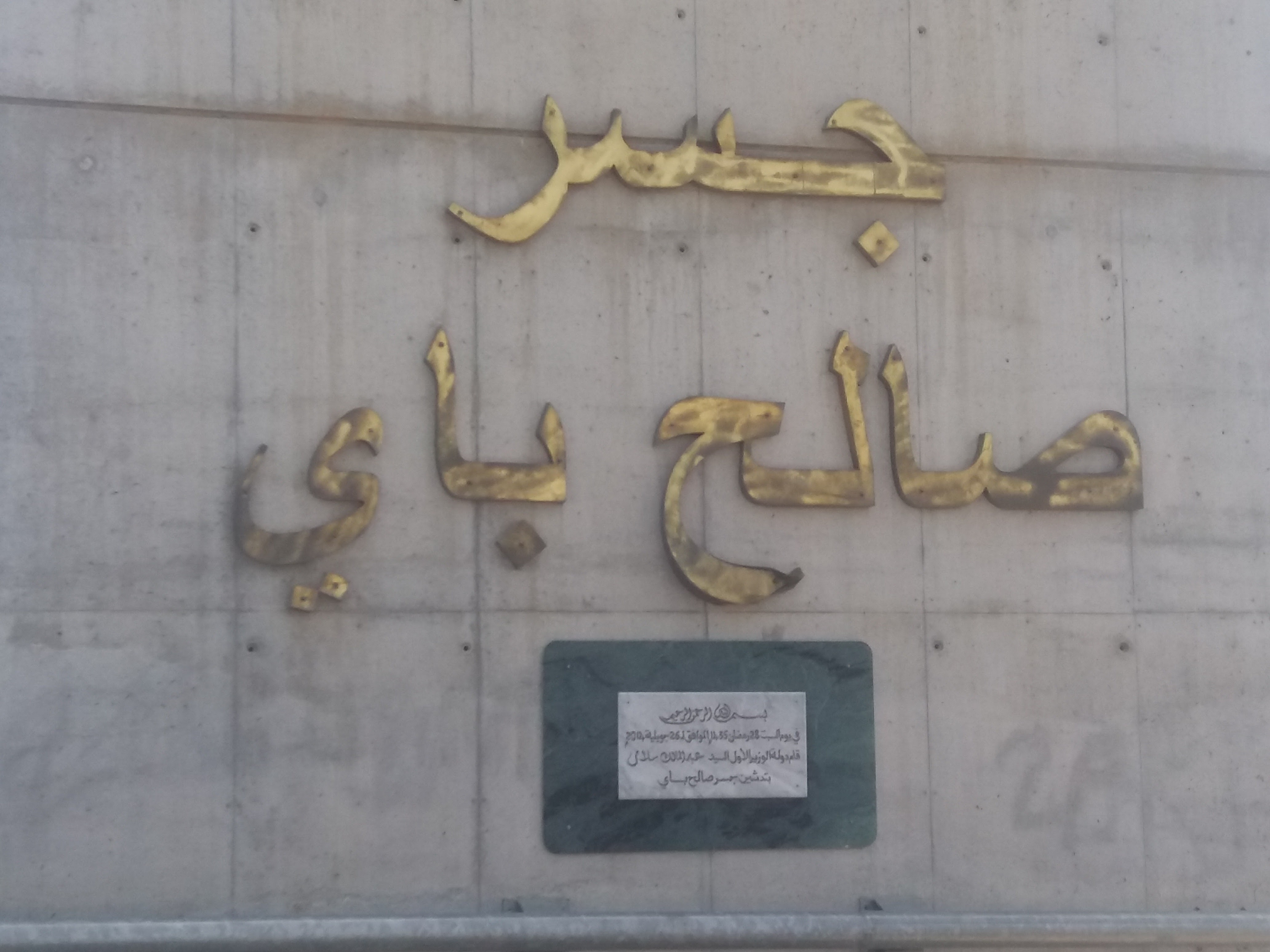
اللوحة التدشينية.
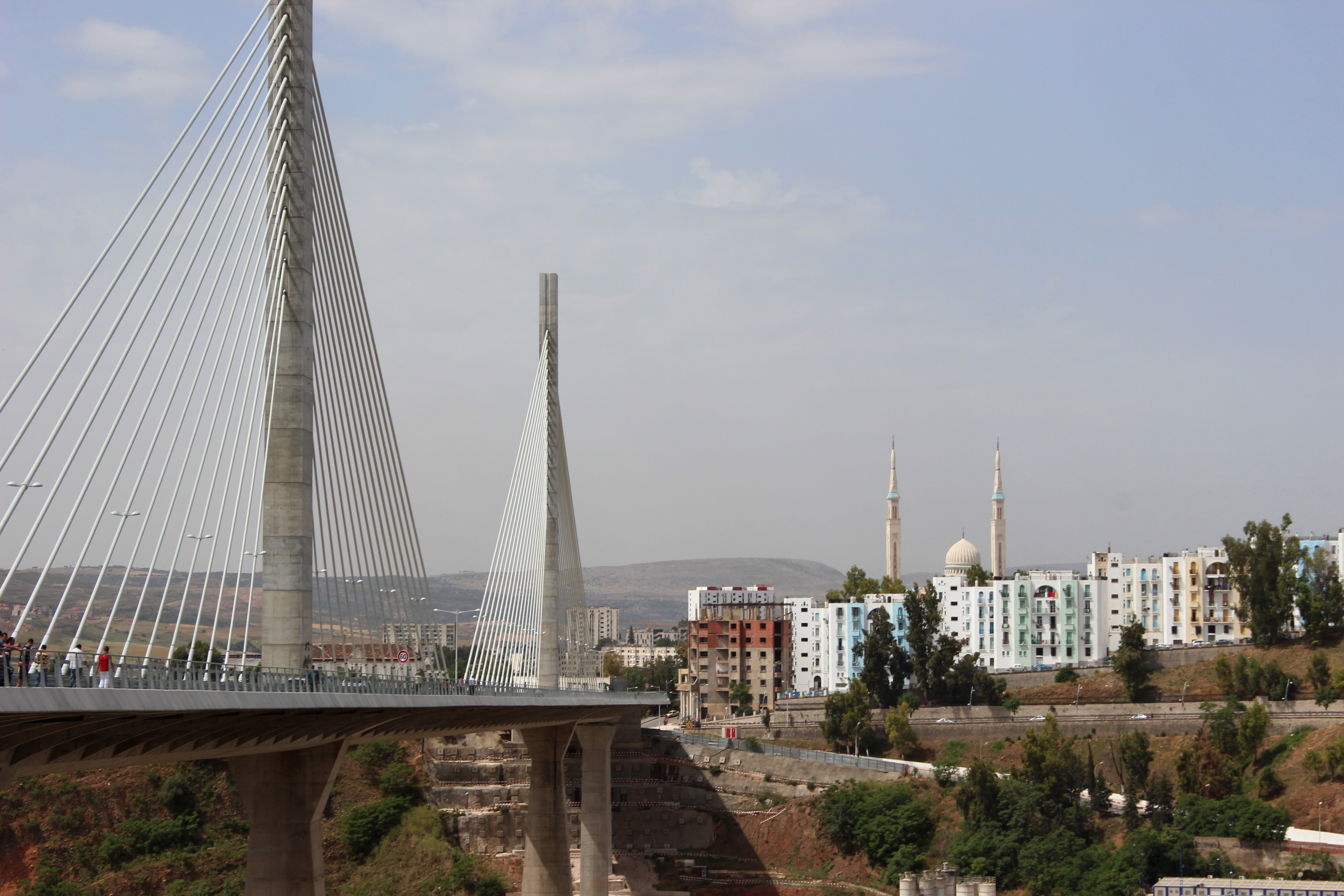
منظر جانبي للجسر.